# Varga László (református lelkész)
Varga László (Zilah, 1928. március 17. – Marosvásárhely, 2017. május 28.) erdélyi magyar református lelkész, egyházi író, emlékíró.

## Életútja
Középiskoláit a zilahi Református Wesselényi Kollégiumban végezte. A Bolyai Tudományegyetem jogi karán kezdte tanulmányait (1946), Buza László mellett gyakornok volt, közben a főiskolás IKE titkára Politikai nézetei miatt eltávolították az egyetemről, így 1948-tól a Protestáns Teológián folytatta tanulmányait, ahol lelkészi képesítést szerzett (1952). 1957-ig abrudbányai lelkész.
1956 őszén, Budapesten tartózkodva, részt vett a magyar forradalom eseményeiben. Miután visszatért Romániába, azután sem hallgatta el együttérzését az akkor már levert forradalommal. 1957 márciusában letartóztatták, és a Dobai-per másodrendű vádlottjaként hazaárulás vádjával életfogytiglani kényszermunkára ítélték. Szamosújváron, Pitești-en, Désen raboskodott, 1964-ben a közkegyelmi rendelet alapján szabadult.
1964-től Magyarsülyében, Magyarpalatkán, Somkeréken, Marosfelfaluban, 1988-tól Marosvásárhelyen volt lelkész, utóbbi helyen megszervezte a cserealjai egyházközséget. 1990-ben alapítója, 1992–1996 között elnöke a Romániai Magyar Kereszténydemokrata Pártnak.

## Munkássága
Hitépítő és teológiai írásai 1970-től jelennek meg a Református Szemlében; munkatársa a Kozma Zsolt szerkesztésében megjelent Bibliai fogalmi szókönyvnek (Kolozsvár, 1992).
Közéleti írásait romániai, magyarországi (Erdélyi Magyarság, Magyar Nemzet) és nyugati magyar lapok (Bécsi Napló) közlik. Visszaemlékezéseiből részletek az 1990-es évek elejétől előbb a magyar sajtóban, majd önálló kötetben (A fegyencélet fintorai. Budapest, 1998) jelentek meg. „Hazaárulási” perük iratai az 1956 erdélyi mártírjai c. dokumentumsorozat III. kötetében (szerk. Tófalvi Zoltán, Marosvásárhely, 2008) olvashatók.

## Kötetei
- Istenismeret. Hittan azoknak, akik nem ismerik – 1992. 1994, 2005. Marosvásárhely–Kolozsvár, Kiadja az Erdélyi Református Egyházkerület
- Hiszen meghalni egészen más – 1994. Marosvásárhely
- 3. A fegyencélet fintorai, Románia 1956 után – életrajzi írás – 1998. Budapest, Püski kiadó
- Mit hiszünk a feltámadásról (Marosvásárhely, 1999 (német fordítása Hollandiában jelent meg)
- Idő többé nem lészen, vitatott eszkatológiai kérdések – 2000, Debrecen, Kiadja a Debreceni Református Kollégium
- Az eleve elrendelés az Újszövetség szemléletében – 2001. Kolozsvár, Kiadják a Kolozsvári Protestáns Teológiai Intézet Tanarai, Új sorozat 4.
- A Sátán halott! – tanulmányok, cikkek, előadások – 2003. Kolozsvár, Kiadják a Kolozsvári Protestáns Teológiai Intézet Tanarai, Új sorozat 5.
- Heidelbergi káté, szabad fordítás – 2000. Marosvásárhely, magánkiadás,
- Isten asztaláról, Áhítatok az év minden napjára – 2005. Budapest, Harmat kiadó
- Justinus Martyr Apológiája – fordítás görög eredetiből – 2006. Marosvásárhely magánkiadás,
- Mi is az a Biblia, A Biblia könyveinek rövid ismertetése – magánkiadás
- Ezt jól kifogtam – Erdélyben éltem a XX. században – életrajzi írás – 2008 magánkiadás, Marosvásárhely
- Élő hitkérdések – 2008. Marosvásárhely, A Kolozsvári Protestáns Teológiai Intézet kiadása
- Újabb morzsák Isten asztaláról – Áhítatok ünnepek és az élet különböző eseményei alkalmára – 2008, magánkiadás, Marosvásárhely
- M. Nagy Ottó, az egyéniségformáló tanár – 2011, Kolozsvár, a Királyhágómelléki és az Erdélyi Református Egyházkerület közös kiadása

## Elismerések
- Nagy Imre-emlékplakett (1996)
- Magyarok Világszövetsége Emlékérme (1997)
- A Magyar Arany Érdemkereszt – a Magyar Érdemkereszt legfelső fokozata. (2011-ig Magyar Köztársasági Arany Érdemkereszt) (2012)
- Szabadság-szobor Emlékérem (2016)